# 1+1
1+1（いちたすいち）は、加法の数式のひとつである。しばしば、最も単純な計算問題として言及され、様々な比喩に用いられる。計算結果が 2 とされる初等的、数学的な意味の他にも、抽象的な意味を持ち得ている。

## 初等的な意味
一般に加法の最も素朴な意味は「合併」であり、多くの初学者は 1+1=2 の意味として「1つのリンゴと1つのリンゴを合わせると、全部で2つのリンゴになる」といった理解の仕方をする。「合併」と似た意味であるが、初等教育において厳密には区別されるものとして「添加」がある。例えば、「1人の乗客が乗ったバスに、もう1人乗客が乗ってくると、乗客は全員で2人になる」といったものであり、この場合 1+1 のふたつの 1 は区別される。すなわち、+ の前の 1 は足される数であって最初から乗っていた乗客を表し、+ の後の 1 は足す数であって後から乗ってきた乗客を表す。
以上の例では、1 はものの個数・数量を表す基数であるが、1 のような自然数は量を表したり、順序を表す序数である場合がある。1 が量を表す例としては「1リットルの水と1リットルの水を合わせると2リットルの水になる」といったMKS単位系などで表現されるものがあり、順序を表す例としては「徒競走で1番の人の1番後の人は2番である」などがある。このように、初等教育の範囲内においてさえ、1+1 は様々な意味を持つ抽象的な概念である。

## ペアノ算術による証明
初等教育では 1+1=2 は自明のこととして扱われるが、公理から出発して証明された命題のみを真実として認める、というエウクレイデス以来の哲学からすると、1+1=2 の論理的な位置付けを明らかにすることが望まれる。数学基礎論が整備されつつあった時代に、ホワイトヘッドとラッセルは、数学の基礎的な部分を完全に形式的に展開することを目標として『プリンキピア・マテマティカ』を著した。この書物では、記号論理学的な準備に数百項が費やされており、実際に十進法の演算が定義されて 1+1=2 が証明されるまで700ページあまりを必要としている。
『プリンキピア・マテマティカ』は、先駆的な仕事であったものの、現代的には批判もあり、自然数の定義として通常採用されるのはペアノの公理である。それによると、自然数の間に「後者関数」と呼ばれる関数 suc(a) が与えられ、（自然数に 0 を含める場合）0 の「後者」suc(0) が 1、その「後者」suc(1)が 2 と定義される。
一方、加法+はペアノ算術の公理によれば n + 0 = n および n + suc(m) = suc(n + m) によって再帰的に定義される2変数関数+のことである。
これらの準備のもと、等号公理により 1 + 1 = 1 + suc(0) = suc(1 + 0) = suc(1) = 2 となる。これが1+1=2の厳密な証明である。

## 抽象代数
環などの抽象代数においては、1 は乗法における単位元を意味し、加法は個数の合併という意味を離れた抽象的な二項演算である。
例えば、2元体 F2 は、乗法の単位元 1 と加法の単位元 0 のみを元にもち、この世界においては 1+1=0 である。F2 を Z/2Z（整数全体の集合 Z を、2 を法とする合同関係で類別した同値類の集合）と見なせば、1 は奇数、0 は偶数を表し、1+1=0 は「奇数と奇数の和は偶数」であることを表していると見なせる。もしくは、F2 における加法は、1 を真、0 を偽とした排他的論理和を意味していると見なすこともできる。この演算は、暗号理論、符号理論やニムの必勝法などに応用がある。

## 数学を離れた転用の例
日常的に使われる比喩として、「一足す一が二にならない」という表現で、机上の論理が必ずしも現実に役に立たないことや、理性より感情や直感を重んじるべき場面であることを表す。他に、理不尽である、神秘的である、といったニュアンスも持つ。また、「一足す一が三になる」（もしくは「三以上になる」）という表現で、相乗効果があることを意味する場合がある。他にも「単純」や「明解」であることを「一足す一が二になるように」という表現で使う。類例として、2 + 2 = 5がある。